# Simon Lee Evans
Simon Lee Evans (Bangor, 13 oktober 1975) is een Welsh voetbalscheidsrechter die fluit in de Welsh Premier League, de nationale voetbalcompetitie van Wales.
Sinds 2007 is hij ook FIFA-scheidsrechter. In die hoedanigheid is hij scheidsrechter in de kwalificatierondes voor het EK voetbal en WK voetbal. Hij fluit tevens wedstrijden in de kwalificatierondes van de UEFA Champions League en in de kwalificatierondes en groepsfase van de UEFA Europa League.

## Interlands
| Datum             | Wedstrijd                  | Uitslag | Competitie           | Kreeg geel | Kreeg voor de tweede keer geel en dus rood | Weggestuurd |
| ----------------- | -------------------------- | ------- | -------------------- | ---------- | ------------------------------------------ | ----------- |
| 24 mei 2008       | Ierland – Servië           | 1 – 1   | Vriendschappelijk    | 4          | 0                                          | 0           |
| 20 augustus 2008  | IJsland – Azerbeidzjan     | 1 – 1   | Vriendschappelijk    | 5          | 0                                          | 0           |
| 10 september 2008 | Andorra – Wit-Rusland      | 1 – 3   | WK-kwalificatie 2010 | 5          | 0                                          | 0           |
| 3 september 2010  | San Marino – Nederland     | 0 – 5   | EK-kwalificatie 2012 | 5          | 0                                          | 0           |
| 7 juni 2011       | Oostenrijk – Letland       | 3 – 1   | Vriendschappelijk    | 1          | 0                                          | 3           |
| 7 oktober 2011    | Bosnië en Her. – Luxemburg | 5 – 0   | EK-kwalificatie 2012 | 2          | 0                                          | 0           |
| 11 september 2012 | Slowakije – Liechtenstein  | 2 – 0   | WK-kwalificatie 2014 | 7          | 0                                          | 0           |
| 14 november 2012  | Israël – Wit-Rusland       | 1 – 2   | Vriendschappelijk    | 0          | 0                                          | 0           |
| 14 augustus 2013  | Finland – Slovenië         | 2 – 0   | Vriendschappelijk    | 4          | 0                                          | 0           |
| 7 september 2014  | Faeröer – Finland          | 1 – 3   | EK-kwalificatie 2016 | 5          | 0                                          | 0           |
| 9 oktober 2014    | Liechtenstein – Montenegro | 0 – 0   | EK-kwalificatie 2016 | 4          | 0                                          | 0           |
| 5 september 2015  | Luxemburg – Macedonië      | 1 – 0   | EK-kwalificatie 2016 | 5          | 0                                          | 0           |
| 30 mei 2016       | Frankrijk – Kameroen       | 3 – 2   | Vriendschappelijk    | 4          | 0                                          | 0           |
| 5 september 2016  | Spanje – Liechtenstein     | 8 – 0   | WK-kwalificatie 2018 | 4          | 0                                          | 0           |
| 10 juni 2017      | Slovenië – Malta           | 2 – 0   | WK-kwalificatie 2018 | 5          | 0                                          | 0           |